# Vallis Palitzsch

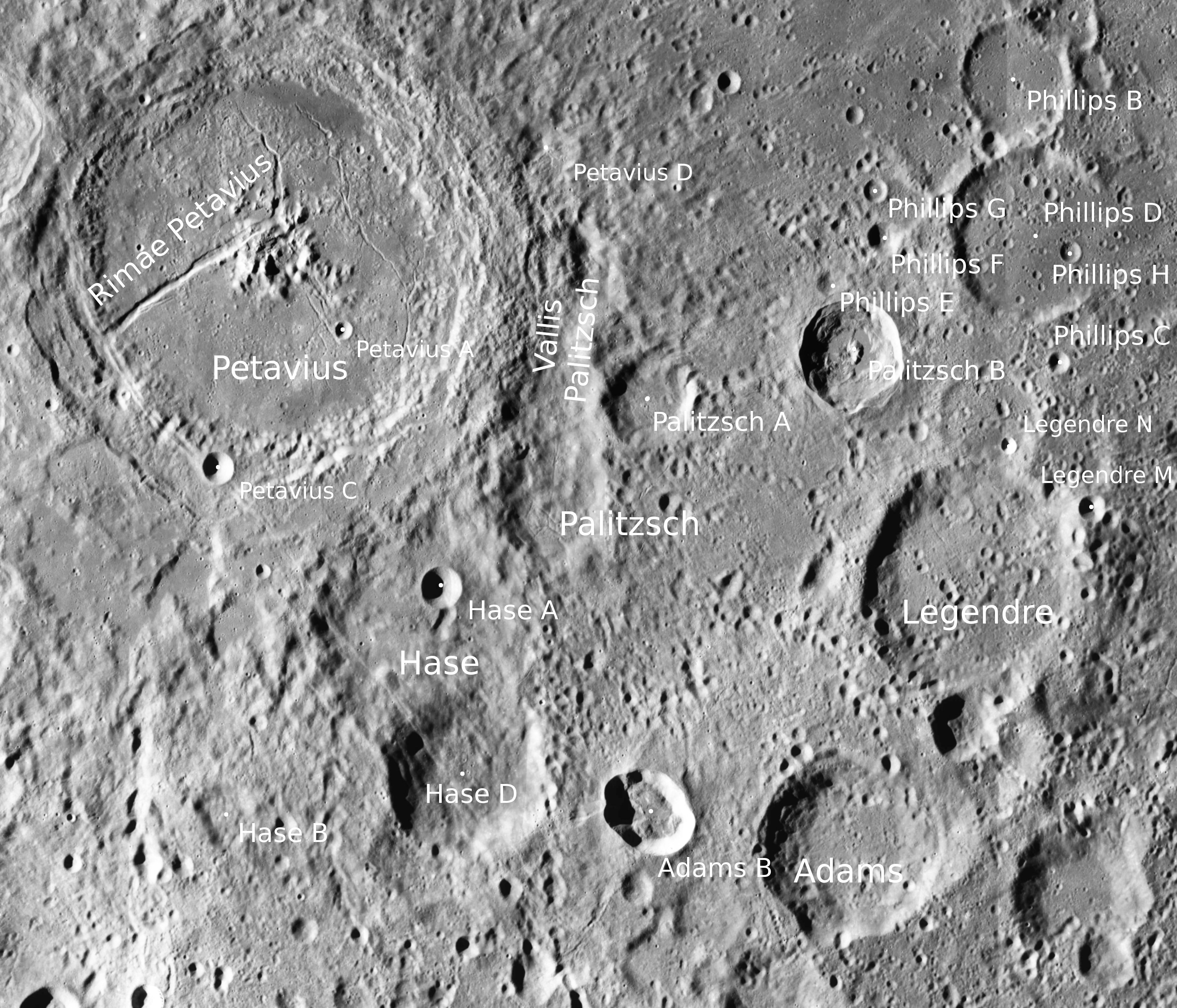
Vallis Palitzsch i okolice na zdjęciu z sondy LRO

Vallis Palitzsch – dolina księżycowa o długości 110,5 km, której środek ma współrzędne selenograficzne ☾ 26,16°S 64,64°E/-26,160000 64,640000.
Nazwa doliny została nadana w 1964 roku przez Międzynarodową Unię Astronomiczną i pochodzi od sąsiedniego krateru, który z kolei nazwano na cześć niemieckiego astronoma Johanna Georga Palitzscha (1723–1788).